# 芽菜
芽菜 (めいな、1984年12月24日 - ) は、日本のAV女優。

## 略歴
2004年にAVデビュー。陵辱系やレズはもちろん、アナルセックスやスカトロもこなすNGなしロリ系の企画女優。
身長145cmの小柄の体型から女子校生役が多い。
一部作品では野村 芽菜 (のむら めいな) あるいは岡本 芽菜 (おかもと めいな) として出演している作品がある。

## 作品

### アダルトビデオ
2004年
- すけすけ女優 暴走編（6月14日、すけすけ女優）
- ももねこてぃ～んず15（6月15日、ワールドユニティ）
- 女子校生の性 野村芽菜（6月14日、すけすけ女優）
- 女子校生の性（7月7日、女子校生の性）
- PCSport（ぴーしーすぽると）（7月15日、ワールドユニティ）
- 中出しされた女子高生（9月3日、タカラ映像） 他出演:早乙女みなき
- ガンダイズム3（11月15日、プールクラブ）共演:KAEDE
- 名門アナル王国8（11月19日、ワイルドサイド）
- 僕だけのハーレム天国 モテまくりハメまくり編（12月1日、MOODYZ）共演:楓アイル、田中梨子、月丘ルナ、乾はるか、若月樹里

2005年
- 僕だけのハーレム天国 酒痴肉林編（1月1日、MOODYZ）共演:楓アイル、田中梨子、月丘ルナ、乾はるか、若月樹里
- 放課後 女子校生狩り（1月21日、うまなみ。（ケイ・エム・プロデュース））共演:宮地奈々、他出演:今野由愛、乾はるか、海老名のぞみ、川村千夏、RIRICO
- もしもこんな痴女がいたら･･･。4（1月28日、うまなみ。）他出演:三上翔子、宮地奈々、川村千夏、RIRICO、白鳥るり、友田真希
- 近親痴族 Vol.13（2月7日、相姦）
- 近親痴族 Vol.14（2月7日、相姦）
- 机の下の秘め事（2月11日、アロマ企画）オムニバス作品
- MOODYZファン感謝祭 バコバス夏の陣2005（3月1日、MOODYZ）他多数共演
- 女子校生プラチナム（3月4日、デジタルバンク）他出演:藍山みなみ
- バコバスギャル16人の裏のウラ（4月15日、MOODYZ）他15名共演
- 近親痴族 Vol.7 欲望渦巻く近親相姦絵巻（7月7日、麒麟堂）
- 女子校生れず 先輩と私 67（8月12日、U&K）共演:日高ゆりあ
- レズ萌え（8月20日、ネクストイレブン）共演:楓（YOKO）
- い・も・う・と U－149（8月25日、シャイ企画）オムニバス作品
- レズの罪（9月15日、ドグマ）共演:夢咲こよい 監督:三上翔子
- 破戒の旅 W（9月23日、フューチャー）共演:瀬名紫
- 路上アクメ 2（9月23日、ジャネス）オムニバス作品
- パイパン大運動会EX（11月7日、カルマ）共演:雪見ほのか、田中梨子、楓アイル、愛乃らら、紅音ほたる、長谷川ちひろ、星月まゆら、笠木あやか、サリナ
- うまなみプレゼンツ12 もしもこんな痴女がいたら…。4時間（12月23日、おかず。（ケイ・エム・プロデュース））うまなみ。作品『もしもこんな痴女がいたら･･･。4』のセルDVD化作品 他出演:小池ひとみ、姫島瑠梨香、楓 （YOKO） 、柊杏奈、小林かすみ、綾野みゆき、東宮寺さやか

2006年
- 浣腸遊戯 8（1月7日、グローリークエスト）
- 川崎軍二シリーズ 土手でひろった女（1月23日、グラフィティジャパン）オムニバス作品
- Sweetie's Hotel*09（2月3日、ゴーゴーズ）
- パイパンレズビアン2（2月13日、カルマ）共演:楓アイル、雪見ほのか、田中梨子、愛乃らら
- ヌキどころ一気に見せます!パイパン大運動会総集編＋未公開オフショット（5月13日、カルマ）共演:紅音ほたる、星月まゆら、宮地奈々、日高ゆりあ、長谷川ちひろ、楓アイル、雪見ほのか、愛乃ララ、笠木彩花 （笠木あやか）
- うまなみ。プレゼンツ23 女子校生狩り4時間 2（10月20日、おかず。 （ケイ・エム・プロデュース））共演:宮地奈々 うまなみ。作品『放課後 女子校生狩り』のセルDVD化作品、他出演:萩原めぐ、青木美和、奥菜つばさ、秋川りお、明乃夕奈、早坂まゆみ、雨宮ラム